# Egil (fornnordisk mytologi)

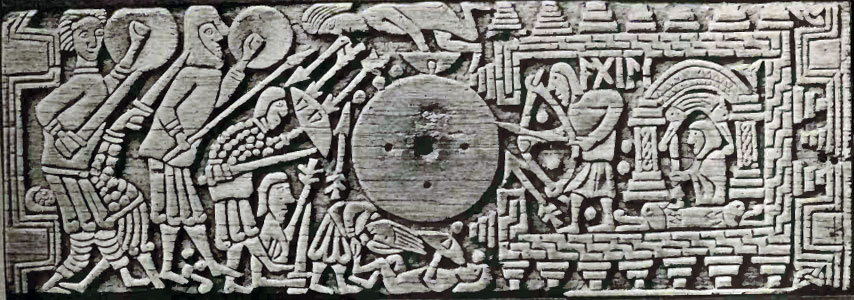
Panel på Franks Casket föreställande Egil och hans hustru i ett torn. Egil skjuter pilar mot angripare. Namnet Ægili står skrivet med anglofrisiska runor över bågskytten.

Egil (även Ægil och  Gangr) avser en eller flera personer i den fornnordiska mytologin och förekommer både i Kvädet om Volund och Didrikssagan.
Enligt Viktor Rydbergs (senare ifrågasatta) verk Undersökningar i germanisk mythologi var Egil Völunds bror, och deras föräldrar var Ivalde och jättinnan Greip. Egil hade sonen Svipdag (som enligt Rydberg skulle vara samma person som guden Od) och med sin halvsyster Siv fick han sonen Ull.
På Franks Casket från 600-talet figurerar en bågskytt märkt med runor som Ægili. Denna framställning sammanfaller snarare med Didrikssagans Egil som är en skicklig bågskytt som bland annat i likhet med Wilhelm Tell tvingas skjuta en pil genom ett äpple på sin sons huvud.